# 2008-as zimbabwei kolerajárvány

A térkép megmutatja a kolera terjedését Zimbabwében több forrást használva 2008. December 6-áig bezárólag. ahol a kolera felütötte a fejét a térkép narancssárga.

A 2008-as zimbabwei kolerajárvány egy jelenleg, napjainkban is terjedő járvány, mely 2008 augusztusában tört ki és szétterjedt Zimbabwében, átterjedt Botswana államra, Mozambikra, Dél-afrikai Köztársaságra és Zambiára.
2008. december 31-ére 30 938 ember fertőződött meg a járványban, 1551 belehalt a kolerába.

## Okok

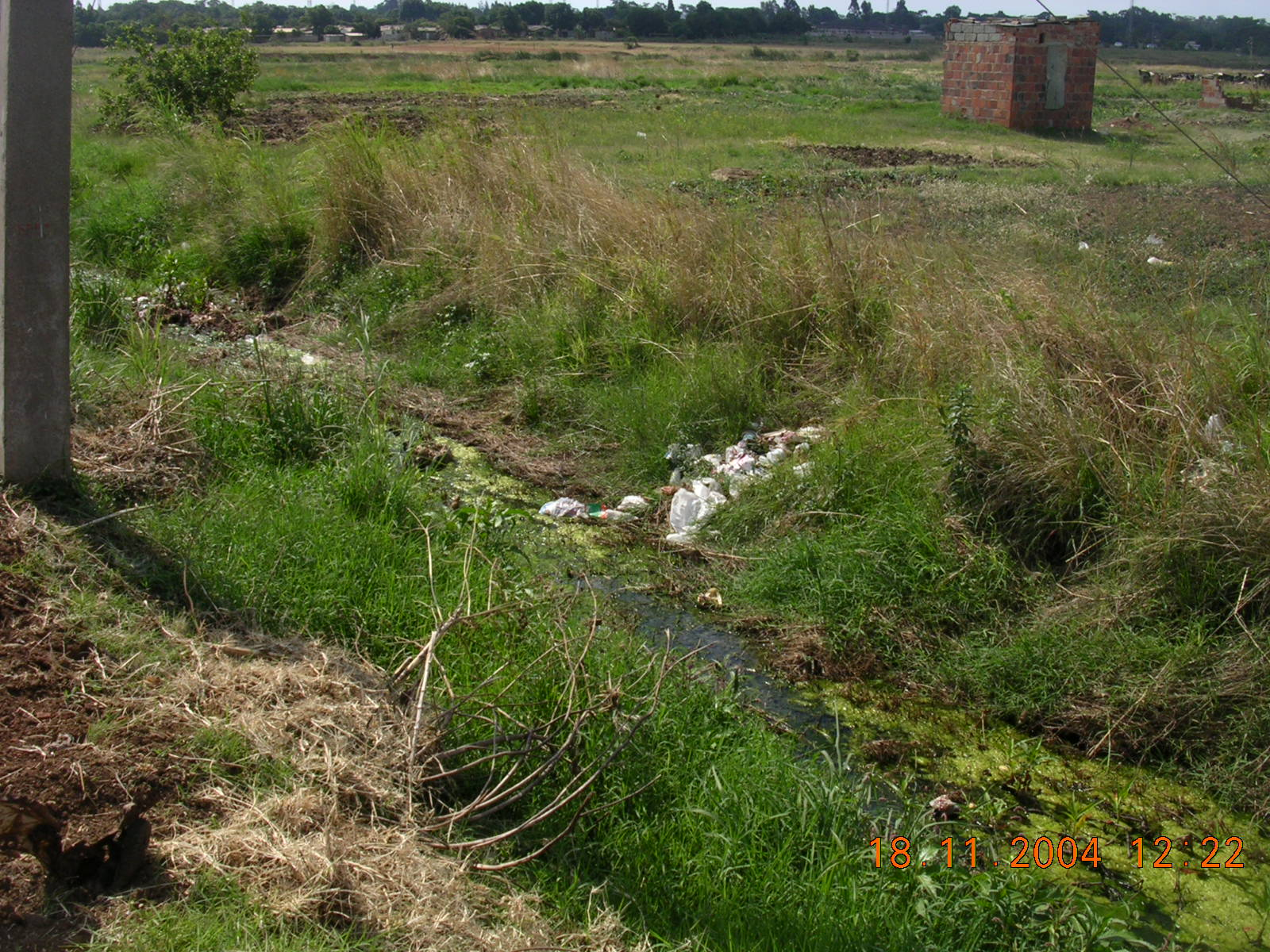
Egy vizes árok (kanális) Kuwadzana negyedében, Zimbabwe fővárosában, Hararében 2004-ben. A szennyvíz elvezetése nem megoldott, az ürülék a közegészségügyi helyzetet rontja

A járvány elterjedésének okaként a fogyasztásra alkalmas tiszta víz hiányát tartják a városi területeken. Ennek köszönhetően a városi vízellátás összeomlott. A higiénia, az egészségi viszonyok és a hulladék gyűjtésének rendszere nem megoldott, a víz szennyezett.
A tisztítás hiánya miatt Hararéban, Zimbabwe fővárosában 2008. december 1-jével leállították a vezetékes ivóvíz szivattyúzását. 2008. december 4-én a vízellátásért és az infrastruktúráért felelős zimbabwei képviselő bejelentést tett. A vízellátás rendszerének összeomlása okaként gyakran Zimbabwe hiperinflációs válságát emlegetik. A zimbabwei kolerajárvány szokatlanul nagy méreteket ölt, az Oxfam szerint „a tények alapján a zimbabweiek komoly éhséggel, a HIV és AIDS elterjedésével  küzdenek”. Sok háztartás nem engedheti meg magának a tüzelőanyagot, hogy forralással fertőtleníthessék a vizet.

## A kolerajárvány Zimbabwe határain túl

Afrika déli részén terjed a kolera (2008. december 10-ig bezárólag gyűjtött adatok alapján)
Színek:
█ Halálos áldozatokról szóló adatok
█ Fertőzésről szóló adatok

A kolerajárvány átterjedt a szomszédos országokra, Botswana államra, Mozambikra, Dél-afrikai Köztársaságra és Zambiára. A járvány a külföldi munkavállalókkal - a Limpopo folyó melletti és mpumalangai területekről - jutott el Afrika ezen régióiba. A kolera baktériumait kimutatták a Limpopo folyóban is 2008. december 3-án. Dr. Anthony Turton, aki korábban már figyelmeztetett a dél-afrikai országokban a kolera lehetséges feltűnéséről, írt egy riportot, melyben a Dél-afrikai Köztársaságnak azt ajánlja, hogy kezdjen hozzá a vízellátás rendbetételéhez, kezelje a helyzetet, nehogy a kolerajárvány ott is megjelenjen. A Tudományos Tanács kutatásait leállították, azzal az indokkal, hogy nem megfelelő kijelentéseket tettek a médiában. 2008. december 12-én a kolerajárványnak már 11 halálos áldozata volt, 859-en pedig megfertőződtek a Dél-afrikai Köztársaságban. A Dél-afrikai Köztársaság kormánya megkezdte az egészségügyi berendezések telepítését Beitbridge városának határában. 2008. december 10-én a Limpopói Provinciai Hivatal katasztrófa által sújtott területnek nyilvánította a Beitbridge városával határos Vhembe kerületét.
Mozambik Mossurize kerületében, mely Manica provincia része, 4 halálos áldozatról tudósítottak. A zimbabwei kolerajárvány lassabban terjedt a másik két afrikai országban, mint a Dél-afrikai Köztársaságban.